# 2. Deutsche Volleyball-Bundesliga 1980/81 (Männer)
Die Saison 1980/81 der 2. Volleyball-Bundesliga der Männer war die siebte Ausgabe dieses Wettbewerbs.

## 2. Bundesliga Nord
Meister und Aufsteiger in die 1. Bundesliga wurde der Hamburger SV. Absteigen mussten der MTV Grone und der SSF Bonn II.

### Mannschaften
In dieser Saison spielten folgende neun Mannschaften in der 2. Bundesliga Nord der Männer:
- VdS Berlin
- SSF Bonn II
- MTV Grone
- Hamburger SV
- VfL Lintorf
- MTV Mariendorf
- USC Münster
- GSV Osnabrück
- CVJM Siegen

Absteiger aus der 1. Bundesliga war der VfL Lintorf. Aus der Regionalliga stiegen der GSV Osnabrück (Nord) und der SSF Bonn II (West) auf.

### Tabelle
|                         | Verein        | Spiele | Punkte | Sätze |
| ----------------------- | ------------- | ------ | ------ | ----- |
| 1.                      | Hamburg       | 16     | 28:4   | 45:7  |
| 2.                      | Münster       | 16     | 24:8   | 41:21 |
| 3.                      | Osnabrück (N) | 16     | 24:8   | 41:23 |
| 4.                      | Mariendorf    | 16     | 14:18  | 29:35 |
| 5.                      | VdS Berlin    | 16     | 14:18  | 27:37 |
| 6.                      | Siegen        | 16     | 14:18  | 26:39 |
| 7.                      | Lintorf (A)   | 16     | 12:20  | 26:35 |
| 8.                      | Grone         | 16     | 10:22  | 25:39 |
| 9.                      | Bonn II (N)   | 16     | 4:28   | 21:45 |
| Stand: Abschlusstabelle |               |        |        |       |

|     | Aufsteiger in die Bundesliga    |
|     | Absteiger in die Regionalliga   |
| (A) | Absteiger aus der 1. Bundesliga |
| (N) | Aufsteiger aus der Regionalliga |

## 2. Bundesliga Süd
Meister und Aufsteiger in die 1. Bundesliga wurde die VSG Bodensee. Absteiger in die Regionalliga gab es keine.

### Mannschaften
In dieser Saison spielten folgende neun Mannschaften in der 2. Bundesliga Süd der Männer:
- VSG Bodensee
- Orplid Darmstadt
- USC Freiburg
- SC Freising
- TV Hülzweiler
- TG 1862 Rüsselsheim
- DJK Schwäbisch Gmünd
- TuS Stuttgart
- 1. VC Wiesbaden

Absteiger aus der 1. Bundesliga war der TuS Stuttgart. Aus der Regionalliga stiegen die TG Rüsselsheim (Südwest) und die VSG Bodensee (Süd) auf.

### Tabelle
|                         | Verein           | Spiele | Punkte | Sätze |
| ----------------------- | ---------------- | ------ | ------ | ----- |
| 1.                      | Bodensee (N)     | 16     | 26:6   | 43:19 |
| 2.                      | Stuttgart (A)    | 16     | 24:8   | 42:22 |
| 3.                      | Darmstadt        | 16     | 18:14  | 33:34 |
| 4.                      | Hülzweiler       | 16     | 16:16  | 32:31 |
| 5.                      | Wiesbaden        | 16     | 14:18  | 30:32 |
| 6.                      | Freising         | 16     | 12:20  | 29:38 |
| 7.                      | Freiburg         | 16     | 12:20  | 27:38 |
| 8.                      | Schwäbisch Gmünd | 16     | 12:20  | 26:39 |
| 9.                      | Rüsselsheim (N)  | 16     | 10:22  | 30:39 |
| Stand: Abschlusstabelle |                  |        |        |       |

|     | Aufsteiger in die Bundesliga    |
| (A) | Absteiger aus der 1. Bundesliga |
| (N) | Aufsteiger aus der Regionalliga |